# Barbara Kruidje-roer-me niet
Barbara Kruidje-roer-me niet is een Belgische stripreeks die begonnen is in april 1981 met Janeiro als schrijver en Renoy als tekenaar.

## Albums
De reeks wordt uitgegeven door Le Lombard, geschreven door Janeiro en getekend door Renoy.
1. Wat 'n stunt
2. Viva de corrida
3. Op weg naar Kasjmier
4. Het geheim onder water